# Bryum de Porsild
Mielichhoferia macrocarpa
Espèce
Le Bryum de Porsild (Mielichhoferia macrocarpa) est une espèce de mousses.